# 雨乞い源兵衛
『雨乞い源兵衛』（あまごいげんべえ）は上方落語の演目で、大阪市生まれの落語作家・小佐田定雄の新作落語。小佐田自身の言によると、1980年1月に完成して、同年2月に2代目桂枝雀によって初演された。
干害に苦しむ農村で、130年前に雨乞いを成功させたという人物の子孫（当人には自覚なし）に庄屋が当時の借金をカタに雨乞いを命じ、偶然大雨が降ったことで起きる騒動を描く。偶然の出来事を、力を持った誰かのおかげと思いこんでしまうのは『御神酒徳利』などと共通している。

## あらすじ
40日間も日照りが続き、何もかも干上がってしまった村があった。
二人の百姓が日干しとなった田畑でぼやいていると、堤の上を庄屋が通りかかる。話を聞くと、村人の一人である源兵衛の家へ向かっているという。庄屋は源兵衛に会って「雨乞いをしてくれ」と命令した。何でも、130年ほど前に同じような日照りがあり、困った村人が日頃から村中のものに金を借りていた怠け者に金を返せと詰め寄り、自棄になった怠け者は｢俺が雨乞いをしてやる｣と言って氏神様の社にこもり、本当に雨を降らせてしまったのだと庄屋は話す。
「その家へ行きなはれ!」「…だからお前の家へ来たんや」
あろうことか、その怠け者は源兵衛の四代前の先祖だったのだ。「雨乞いができなければ四代前の借金を返せ、両方できなかったら袋叩きにする」と言われ、源兵衛は泣きそうになる。恐ろしい家に生まれてきた、と源兵衛が後悔していたその夜、なぜか村に雨が降った。ちょうど乾期の切れ目だったらしい。
翌日、なにもやってないのに雨が降ったとポカンとしている源兵衛のところへ庄屋が迎えに来て屋敷へ連れ込み下へも置かぬ大歓迎。源兵衛もすっかり気をよくしたが、今度は雨が10日も降りやまなくなってしまった。また庄屋が源兵衛の家に飛び込んで来て、雨降りを止めなかったら上の池へ放り込むと脅迫する。
「もし降りやませたら、娘のお花をと祝言を上げさせ、うちの婿に取る」
このお花というのが《鬼瓦》という二つ名を持つ不器量な女性で、源兵衛は完全に追い詰められてしまった。その夜、不意に雨がやんだ。今度は雨期の切れ目に当たったのだ。翌朝、庄屋とお花が源兵衛を迎えに来ると、家はもぬけの殻になっていた。
庄屋は「お花が振られるのも無理はない、相手は雨乞い（あま＝女、こい＝恋にかけている）の名人じゃ」とつぶやいた。